# Terminal de Grenland
El Terminal de Grenland (en noruego: Grenlandsterminalen) también conocido como el Terminal Brevik (Noruego: Brevikterminalen), es un terminal de mercancías por ferrocarril y puerto combinado situado en Heistad justo al norte de Brevik en Porsgrunn, Noruega. Es Propiedad del Puerto de Grenland, que está conectado a la red ferroviaria nacional, un espolón de la Línea de Brevik, a la que fue conectado en 1993.
En 1993, la terminal se conectó a la línea Brevik mediante un apartadero independiente . El acceso por carretera se realiza a través de la carretera que conecta la terminal con Europavei 18 y el resto de la red viaria. La terminal es operada por Grenland havn IKS y tiene conexiones regulares con Gante , Gotemburgo , Immingham y Rotterdam , así como con varios puertos noruegos.  Los socios cooperantes son DFDS Seaways , Høyergruppen, Tangen Logistics, Grieg Logistics y Wilhelmsen Ships Service. 